# Round Island (Praslin)
Round Island (fr. Île Ronde) – niewielka wysepka w grupie Wysp Wewnętrznych archipelagu Seszeli, w bezpośrednim sąsiedztwie wyspy Praslin.